# Amphoricarpos
Amphoricarpos Vis., 1844 è un genere di piante angiosperme dicotiledoni della famiglia delle Asteraceae.

## Descrizione
Comprende piante erbacee (anche arbustivo-nane) di tipo monocarpico non spinose annuali. Nelle radici sono sempre presenti dei condotti resinosi, meno frequenti nelle parti aeree; mentre solamente nelle parti aeree sono presenti delle cellule latticifere.
Le foglie sono verdi nella parte adassiale e bianco-tomentose di sotto (vellutate). La lamina in genere è intera con bordi denticolati. La disposizione delle foglie lungo il caule è alternata.
Le infiorescenze (composte da capolini) sono scapose (capolini solitari). I capolini contengono solo i fiori tubulosi non sempre ermafroditi (capolini eterogami).  I capolini sono formati da un involucro a forma più o meno cilindrica composto da brattee (o squame) disposte su più serie all'interno delle quali un ricettacolo fa da base ai fiori. Le squame dell'involucro, scariose con forme da ovato-lanceolate a obovate, sono disposte in modo embricato. Il ricettacolo è provvisto di grandi squame scariose a protezione della base dei fiori; queste hanno delle forme lineari-lanceolate (lungamente subulate) e terminano in modo contorto.
I fiori in genere sono tutti del tipo tubuloso. I fiori sono tetra-ciclici (ossia sono presenti 4 verticilli: calice – corolla – androceo – gineceo) e pentameri (ogni verticillo ha 5 elementi). I fiori sono ermafroditi e actinomorfi. In particolare fiori periferici radiati sono corti, bilabiati e femminili o ermafroditi; quelli centrali sono discoidi e ermafroditi o maschili.
- Formula fiorale:

- /x K {\displaystyle \infty }, [C (5), A (5)], G 2 (infero), achenio

- Calice: i sepali del calice sono ridotti ad una coroncina di squame.
- Corolla: la corolla in genere è colorata di violetto, rosa o bianco. I lobi sono molto corti.
- Androceo: gli stami sono 5 con filamenti liberi, glabri e distinti, mentre le antere, con delle corte appendici laciniate, sono saldate in un manicotto (o tubo) circondante lo stilo.[9]
- Gineceo: lo stilo è filiforme;  gli stigmi dello stilo sono due divergenti. L'ovario è infero uniloculare formato da 2 carpelli.

Il frutto è un achenio con un pappo formato da brevi setole. Gli acheni sono dimorfici: quelli esterni sono compressi, alati e sono sericei; quelli interni hanno delle forme strettamente oblongo-obconiche e sono sericei. Il pericarpo dell'achenio possiede delle sclerificazioni radiali spesso provviste di protuberanze. Il pappo è inserito su una piastra apicale all'interno di una anello di tessuto parenchimatico. Le setole sono disposte su una o più serie e sono decidue, hanno una consistenza simile a setole scariose con forme subulate.

## Distribuzione
Le specie di questo genere si trovano nella Penisola Balcanica, Anatolia e Transcaucasia.

## Tassonomia
La famiglia di appartenenza di questa voce (Asteraceae o Compositae, nomen conservandum) probabilmente originaria del Sud America, è la più numerosa del mondo vegetale, comprende oltre 23.000 specie distribuite su 1.535 generi, oppure 22.750 specie e 1.530 generi secondo altre fonti (una delle checklist più aggiornata elenca fino a 1.679 generi). La famiglia attualmente (2021) è divisa in 16 sottofamiglie.
La tribù Cardueae (della sottofamiglia Carduoideae) a sua volta è suddivisa in 12 sottotribù (la sottotribù Xerantheminae è una di queste).

### Filogenesi
Il genere Amphoricarpos appartiene alla sottotribù Xerantheminae (tribù Cardueae, sottofamiglia Carduoideae). In precedenza il genere era descritto nel gruppo informale "'Xeranthemum group" all'interno della sottotribù Carduinae. Secondo gli ultimi studi, nell'ambito della sottotribù, il genere Amphoricarpos occupa il "core" del gruppo e insieme al genere Xeranthemum forma un "gruppo fratello".
Il numero cromosomico delle specie di questo genere è: 2n = 24.

### Elenco delle specie
Comprende le seguenti 5 specie:
- Amphoricarpos autariatus Blecic & E.Mayer
- Amphoricarpos elegans  Albov
- Amphoricarpos exsul  O.Schwarz
- Amphoricarpos neumayerianus  (Vis.) Greuter
- Amphoricarpos praedictus  Ayasligil & Grierson